# Erica hendricksei
Erica hendricksei är en ljungväxtart som beskrevs av H. A. Baker. Erica hendricksei ingår i släktet klockljungssläktet, och familjen ljungväxter. Utöver nominatformen finns också underarten E. h. alba.